# Sīāvī
Sīāvī (persiska: سیاوی) är en ort i Iran.   Den ligger i provinsen Gilan, i den nordvästra delen av landet, 260 km nordväst om huvudstaden Teheran. Antalet invånare är 138.
Terrängen runt Sīāvī är mycket platt. Runt Sīāvī är det tätbefolkat, med 493 invånare per kvadratkilometer. Närmaste större samhälle är Rasht, 18,2 km sydost om Sīāvī. Trakten runt Sīāvī består till största delen av jordbruksmark.